# Сайрам-Нур
Сайрам-Нур (кит. трад. 赛里木湖, пиньинь Sàilǐmù hú) — крупное бессточное солёное высокогорное озеро в уезде Боро-Тала на западе Синьцзян-Уйгурского автономного района Китая недалеко от границы с Казахстаном. Расположено в горах Борохоро в 114 км к юго-западу от озера Эби-Нур. Второй по величине высокогорный водоём Тянь-Шаня.
Объём воды — 21 км³. Площадь поверхности — 458 км². Высота над уровнем моря — 2073 м.
Имеет округлую форму (ширина с запада на восток — 20 км, длина с севера на юг — 30). В 1875 году Сайрам-Нур исследовал российский геолог и географ Иван Васильевич Мушкетов. В 1871—1881 годах Илийский край, рядом с которым располагалось озеро, был временно в составе Российской империи. Ныне богатое биологическими ресурсами озеро Сайрам-Нур входит в список государственных парков водно-болотных угодий КНР. Кроме озера в состав парка входит реликтовый лес и участок степи, общая площадь парка составит 1301,4 км².
У восточной окраины озера расположен посёлок Саньтай. По южному берегу озера проходит шоссе № 312. Озёрную котловину с долиной реки Или соединяет известное ущелье Гоцзы.
Основное население безлесных степных берегов озера составляют илийские казахи и монголы, последние отмечают на берегах озера монгольский народный праздник Надом. В последнее время на побережье озера интенсивно развивается туристическая инфраструктура, нацеленная также и на посетителей из стран СНГ.